# North Cleveland
North Cleveland è un centro abitato degli Stati Uniti d'America situato nella contea di Liberty dello Stato del Texas.
La popolazione era di 247 persone al censimento del 2010.

## Geografia fisica
North Cleveland è situata a 30°21′15″N 95°05′30″W (30.354110, -95.091776).
Secondo lo United States Census Bureau, ha un'area totale di 2,0 miglia quadrate (5,2 km²), di cui 1,9 miglia quadrate (4,9 km²) di terreno e 0,04 miglia quadrate (0,10 km², 1.54%) d'acqua.

## Società

### Evoluzione demografica
Secondo il censimento del 2000, c'erano 263 persone, 98 nuclei familiari e 68 famiglie residenti nella città. La densità di popolazione era di 136,8 persone per miglio quadrato (52,9/km²). C'erano 109 unità abitative a una densità media di 56,7 per miglio quadrato (21,9/km²). La composizione etnica della città era formata dal 77,95% di bianchi, il 5,70% di afroamericani, lo 0,38% di nativi americani, il 9,89% di altre razze, e il 6,08% di due o più etnie. Ispanici o latinos di qualunque razza erano il 26,62% della popolazione.
C'erano 98 nuclei familiari di cui il 26,5% aveva figli di età inferiore ai 18 anni, il 55,1% aveva coppie sposate conviventi, il 9,2% aveva un capofamiglia femmina senza marito, e il 29,6% erano non-famiglie. Il 24,5% di tutti i nuclei familiari erano individuali e il 12,2% aveva componenti con un'età di 65 anni o più che vivevano da soli. Il numero di componenti medio di un nucleo familiare era di 2,68 e quello di una famiglia era di 3,23.
La popolazione era composta dal 22,4% di persone sotto i 18 anni, il 10,6% di persone dai 18 ai 24 anni, il 24,3% di persone dai 25 ai 44 anni, il 20,5% di persone dai 45 ai 64 anni, e il 22,1% di persone di 65 anni o più. L'età media era di 41 anni. Per ogni 100 femmine c'erano 112,1 maschi. Per ogni 100 femmine dai 18 anni in giù, c'erano 104,0 maschi.
Il reddito medio di un nucleo familiare era di 29.375 dollari e quello di una famiglia era di 41.250 dollari. I maschi avevano un reddito medio di 21.250 dollari contro i 27.813 dollari delle femmine. Il reddito pro capite era di 14.216 dollari. Circa il 13,6% delle famiglie e il 16,8% della popolazione erano sotto la soglia di povertà, incluso il 22,6% di persone sotto i 18 anni di età e il 15,3% di persone di 65 anni o più.